# عاكس نيوترون

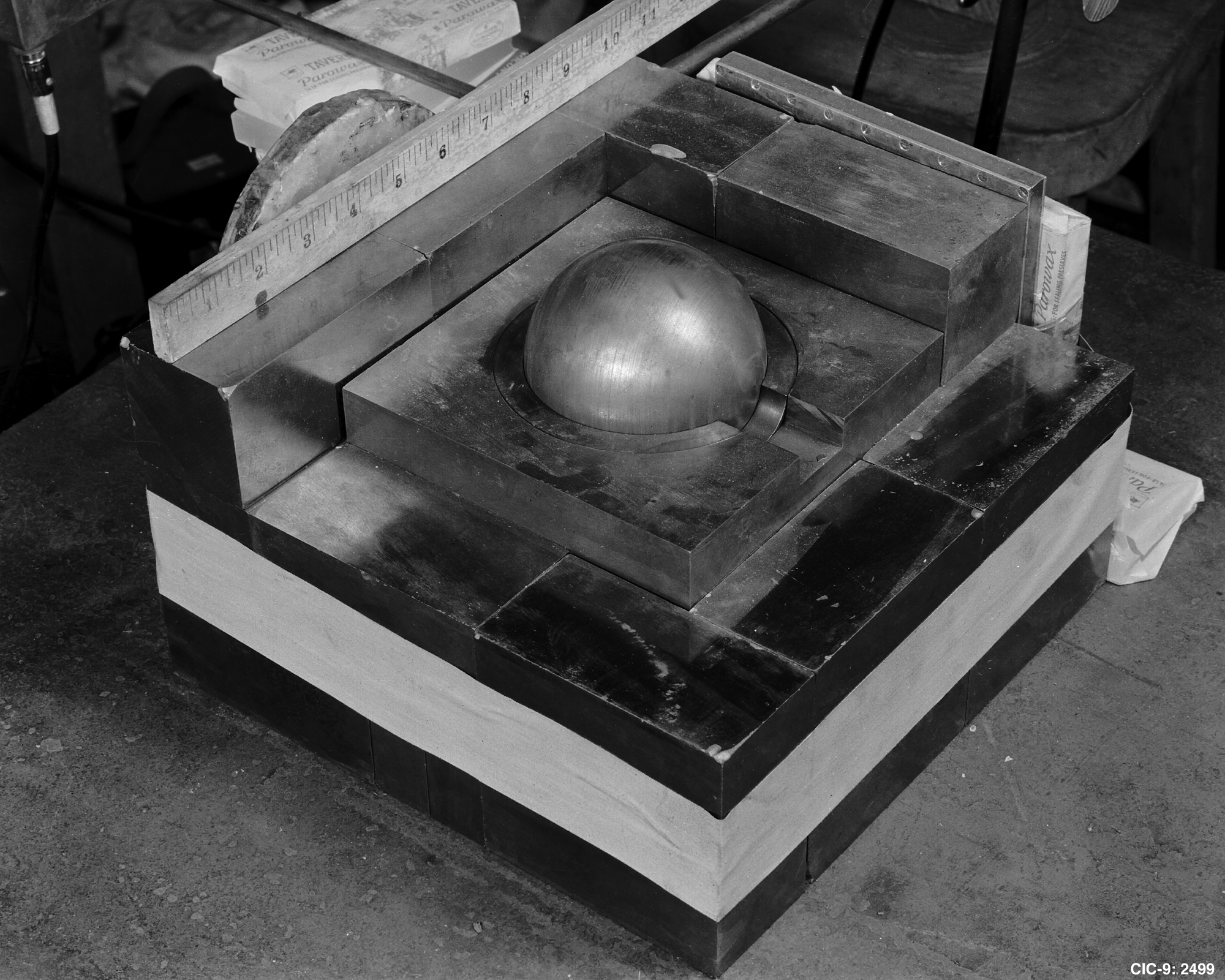

عاكس النيوترون عبارة عن أي مادة تقوم بعملية انعكاس للنيوترونات، والتي تشير إلى عملية تبعثر مرن أكثر منها من حدوث انعكاس منتظم.
تشمل المواد العاكسة للنيوترونات كل من الغرافيت والبيريليوم والفولاذ وكربيد التنغستن، بالإضافة إلى عدة مواد أخرى. إن المواد العاكسة للنيوترونات تقوم بجعل المواد الانشطارية ذات كتلة حرجة بحيث يتاح لتفاعل الانشطار النووي أن يحدث.

## المفاعلات النووية
تستخدم عاكسات النيوترون في المفاعلات النووية، كالمفاعلات العاملة باليورانيوم، حيث يؤدي ذلك إلى التخفيف من الكتلة الحرجة بإحاطة نواة المفاعل النووي بطبقة من الغرافيت مثلاً، تقوم بعكس النيوترونات إلى النواة.
إن العاكسات المصنوعة من المواد الخفيفة كالغرافيت أو البيريليوم تستخدم أيضاً كمهدّئات للنيوترونات، حيث تعمل على تخفيض الطاقة الحركية.

## الأسلحة النووية
تستخدم عاكسات النيوترون من أجل التقليل من الكتلة الحرجة أيضاً في الأسلحة النووية، بالإضافة إلى دورها في تأخير تمدد المواد المتفاعلة نتيجة القصور الذاتي لهذه المواد. إن إضافة هذه المواد إلى الأسلحة النووية يزيد من عمر التفاعل الانشطاري ويجعل الانفجار الحاصل أكثر كفاءة. كلما ازدادت كثافة المواد المحيطة بالنواة الانشطارية كلما كان دور العاكس أفضل في هذه الحالة، لكن ذلك بالمقابل بتطلب نظام انفجار داخلي ذو قوة أكبر.

## اقرأ أيضاً
- مهدئ النيوترون